# Carl Fredrik Ohlsson
Carl Fredrik Ohlsson, född 1905, död 2000, var en svensk fotograf som dokumenterade Österlen under större delen av 1900-talet och som efterlämnade sig ett stort arkiv med bilder från bygden. 
Ohlsson var bland annat pressfotograf för Ystads allehanda och Simrishamnsbladet men han kom att bli mest känd för sin verksamhet i Borrby.